# Isāgarh
Isāgarh är en ort i Indien.   Den ligger i distriktet Ashoknagar och delstaten Madhya Pradesh, i den centrala delen av landet, 400 km söder om huvudstaden New Delhi. Isāgarh ligger 491 meter över havet och antalet invånare är 10 365.
Terrängen runt Isāgarh är platt. Runt Isāgarh är det ganska tätbefolkat, med 104 invånare per kvadratkilometer. Det finns inga andra samhällen i närheten. Trakten runt Isāgarh består till största delen av jordbruksmark.